# Vale de Travers
O Vale de Travers  é um vale no cantão de Neuchâtel (Suíça) com cerca de 30 Km de comprimento e cujo topónimo deriva do latim Vallis traversis invocando assim o facto de se encontrar "de lado" (em francês:  de travers) entre o planalto suíço e o Franco-Condado
O vale é percorrido pelo pequeno curso de água Areuse que se lança no lago de Neuchâtel.